# Artoriellula
Artoriellula är ett släkte av spindlar. Artoriellula ingår i familjen vargspindlar.
Kladogram enligt Catalogue of Life:
| Artoriellula | \| \| Artoriellula bicolor \| \| \| \| \| \| Artoriellula celebensis \| \| \| \| |
|              | \| \| Artoriellula bicolor \| \| \| \| \| \| Artoriellula celebensis \| \| \| \| |
|              | Artoriellula bicolor                                                             |
|              |                                                                                  |
|              | Artoriellula celebensis                                                          |
|              |                                                                                  |